# The Last Sunset (Conception)
The Last Sunset è il primo album del gruppo musicale progressive metal Conception.

## Tracce
1. Prevision – 1:13 (testo: Intro – musica: T.Østby)
2. Building a Force – 4:34 (testo: T.Østby/Amlien – musica: T.Østby)
3. War of Hate – 5:59 (testo: D.Østby – musica: T.Østby)
4. Bowed Down with Sorrow – 6:30 (testo: T.Østby – musica: T.Østby)
5. Fairy's Dance – 5:05 (testo: T.Østby – musica: T.Østby)
6. Another World – 6:28 (testo: Amlien – musica: T.Østby)
7. Elegy – 1:55 (testo: Instrumental – musica: T.Østby)
8. The Last Sunset – 4:39 (testo: Roy Khan/T.Østby – musica: T.Østby/Roy Khan)
9. Live to Survive – 5:48 (testo: D.Østby – musica: T.Østby)
10. Among the Gods – 10:39 (testo: D.Østby – musica: T.Østby)

## Formazione
- Roy Khan - voce
- Tore Østby - chitarra
- Ingar Amlien - basso
- Arve Heimdal - batteria
- Hans Chr. Gjestvang - tastiera